# Harry Bunn
Harry Charles Bunn (ur. 21 listopada 1992 w Oldham) – angielski piłkarz występujący na pozycji napastnika w Huddersfield Town.